# 末広通 (豊川市の道路)
末広通（すえひろどおり）は、愛知県豊川市内を通る市道の通称、および地名である。

## 概要
豊川市道中通線（その1）の中間区間の通称である。東名高速道路豊川インターチェンジから豊川市中心部までを結ぶ道路のひとつ。沿線には中小の商店が多い。

## 区間
- 豊川市
  - 中央通4丁目交差点 - 末広通4丁目交差点
  - 総延長：約1.5km

## 沿線周辺
| - ガスト豊川中央通店 - 宝塔ラーメン豊川店 - ピアゴ豊川店 - 豊川高等学校 - スギ薬局開運通店 - ローソンストア100豊川開運通店 - 豊川ビジネスホテル - 稲荷公園 | - 地域文化広場 - 桜ケ丘ミュージアム - 豊川桜木通郵便局 - アイレクススポーツクラブGRANDE - コメダ珈琲豊川末広通店 - 豊川信用金庫本店 - ファミリーマート豊川末広通店 - セブン-イレブン豊川末広通4丁目店 |

## 沿線風景
愛知県道5号国府馬場線から分岐し（千歳通からは直進）、豊川高等学校を過ぎた所で開運通と交差し、豊川稲荷の裏手を通る。豊川信用金庫本店の北で日本車両専用線の踏切を渡るが、この踏切は滅多に閉まることがないため、警報器や遮断機はなく信号機に従って通行する。さらに暫く北進したコンビニのある交差点が終点である。この先を直進すると一宮地区へ、途中で右折すれば県道31号バイパス経由で国道151号から豊川ICに接続する。なお当路線は、千歳通と共に1970年代頃には国道151号の経路であった。

## 交差・接続する道路
- 千歳通（市道中通線：中央通4丁目交差点、直進）
- 愛知県道5号国府馬場線（通称姫街道、中央通：同、交差）
- 開運通（市道公園線：豊川高校東交差点）
- 愛知県道31号東三河環状線（桜木通：桜木通4丁目東交差点(名称看板なし)）
- 市道稲荷通二丁目桜木通四丁目線（末広通3丁目交差点）
- 稲荷通（市道古宿樽井線：末広通4丁目交差点、交差）